# Colori della giornata in Thailandia
Nelle tradizioni thailandese e cambogiana c'è una regola astrologica (proveniente dalla mitologia indù) che assegna un colore ad ogni giorno della settimana basandosi sul colore del Navagraha del corpo celeste al quale il giorno è collegato.
Per esempio, la divinità corrispondente al lunedì è Chandra, che ha il colore giallo. In questo giorno della settimana, per esempio, sono nati i sovrani Rama IX e suo figlio Rama X, e così la Thailandia è decorata di giallo negli anniversari dei loro compleanni, come anche le loro bandiere reali hanno lo sfondo giallo. I thailandesi spesso indossano vestiti corrispondenti al colore del giorno.
| Giorno    | Colore del giorno   | Colore sfortunato | Corpo celeste | Divinità del giorno |
| --------- | ------------------- | ----------------- | ------------- | ------------------- |
| Domenica  | rosso               | blu               | Sole          | Sūrya               |
| Lunedì    | giallo o crema      | rosso             | Luna          | Chandra             |
| Martedì   | rosa                | giallo e bianco   | Marte         | Mangala             |
| Mercoledì | verde               | rosa              | Mercurio      | Budha               |
| Giovedì   | arancione o marrone | viola             | Giove         | Brihaspati          |
| Venerdì   | azzurro             | blu scuro         | Venere        | Shukra              |
| Sabato    | viola o nero        | verde             | Saturno       | Shani               |